# Бриндза подхалянска
Брѝндза подхаля̀нска (на полски: Bryndza podhalańska) – саламурено сирене, приготвено от овче мляко в региона Подхале (северни Татри). Традиционен елемент на полската кухня. От 2007 е първият регистриран полски продукт в регистъра на ЕС „Продукти с регионално значение със защитени названия и географски произход“ (PDO).

## Исторически сведения
В Подхале традиционно се отглеждат стада овце, които преживяват по два сезона на високопланински пасища. Това поражда много семейни и битови традиции и рецепти в млекопреработването и кулинарията. Първото споменаване на продукта Бриндза подхалянска датира от 1527 г., когато количество от него е използвано за разплащателна единица. Първи бринза произвеждат мигрирали от Западните Карпати власи.

## Състав и производство
В производството на продукта се използва мляко от овце порода Полска планинска. Нерядко към овчето се добавя и краве мляко в пропорция до 40 % от общата маса. Като неповторими особености на продукта се изтъкват уникалната високопланинска растителност, ръчната изработка и контрол, които осигуряват вкус и аромат. Осолено, то се съхранява в саламура в дървени бъчви без достъп на въздух. Зреенето продължава най-малко 10 дни, по време на които бриндзата придобива пикантен, леко горчив вкус и гладко-ронлива повърхност. Формата на крайния продукт зависи от калъпа на производителя, а цветът е бял до синкав или аквамарин Консистенцията е еднородна, пастообразна, допуска се лека зърнистост.
Консумира се с хляб, макаронени изделия или картофи.